# Parca
Parca (ros. Парца) – rzeka w Rosji w Mordowii i Obwodzie penzeńskim, prawy dopływ Wadu (dorzecze Mokszy). Długość rzeki wynosi 117 km, a powierzchnia zlewni – 2700 km². Szerokość koryta rzeki waha się od 3 do 15 metrów.
Rozpoczyna swój bieg 8 km od wsi Iwancewo w rejonie spasskim obwodu penzeńskiego, ale w zdecydowanej większości (92 km) Parca ma swój bieg w Mordowii. Nad rzeką usytuowane jest osiedle typu miejskiego Zubowa Poliana. Nazwa rzeki pochodzi prawdopodobnie z języka moksza od słowa паръхци, oznaczającego wodorosty.

## Dopływy Parcy (w kilometrach od ujścia)
- 6 km – Windriej (prawy)
- 51 km – Łundan (lewy)
- 66 km – Cziusz (lewy)
- 108 km – Patra (lewy)